# Crisis de Excélsior de 1976
La crisis de Excélsior o el golpe a Excélsior fue un proceso de censura y de ataque a la libertad de expresión contra Julio Scherer García y su equipo en la administración de ese periódico mexicano, debido a la línea crítica que el periodista encabezaba contra el gobierno del entonces presidente Luis Echeverría Álvarez.
Luego de una serie de sabotajes, la salida obligada del equipo de Scherer del periódico se dio el 8 de julio de 1976, tras un plan urdido por Luis Echeverría desde la presidencia de México para simular un conflicto laboral, el cual fue protagonizado por Regino Díaz Redondo. Cables diplomáticos de Estados Unidos filtrados por Wikileaks décadas después confirmaron la intervención presidencial en el hecho.
La salida de este grupo de periodistas, articulistas y distintos trabajadores dio origen al semanario Proceso.